# ケネス・A・ジョンソン
ケネス・アラン・ジョンソン（Kenneth Alan Johnson, 1931年3月26日 - 1999年2月9日）は、アメリカ人理論物理学者。ミネソタ州ダルース生まれ、ボストン没。

## 生涯
ジョンソンはイリノイ工科大学で物理を学び（1952年学士号取得）、1952年にハーバード大学で修士号を取得、1955年にはジュリアン・シュウィンガーの元で博士号を取得した。その後、ハーバード大学でリサーチフェローおよび講師の職に就く。コペンハーゲンのニールス・ボーア研究所で国立科学財団のリサーチフェローとして勤めたのち、1958年にはマサチューセッツ工科大学 (MIT) で助教の職につき、1965年には同大学の教授職について生涯留まった。
ジョンソンは場の量子論において重要な功績を残した。1960年代、彼は初めてカイラル異常やその他の異常を発見した。1970年代にはハドロンを量子色力学により記述する当時の標準模型、MITバッグ模型の開発に関わる。
アメリカ芸術科学アカデミー、アメリカ科学振興協会会員、アメリカ物理学会フェロー。

## 著作
- “The bag model of quark confinement”. Scientific American. (1979-7).
- Alan Guth, Kerson Huang, Robert L. Jaffe, ed (1983). “The physics of asymptotic freedom”. Asymptotic realms of physics. MIT Press （Francis Low 記念論文集）
- Jackiw, R.; Johnson, K. (1973年10月). “Dynamical Model of Spontaneously Broken Gauge Symmetries”. Phys. Rev. D 8 (8):  2386–2398. doi:10.1103/PhysRevD.8.2386.
- Chodos, A.; Jaffe, R. L.; Johnson, K.; Thorn, C. B.; Weisskopf, V. F. (1974年6月). “New extended model of hadrons”. Phys. Rev. D 9 (12):  3471–3495. doi:10.1103/PhysRevD.9.3471.（MITバッグ模型）
- Chodos, A.; Jaffe, R. L.; Johnson, K.; Thorn, C. B. (1974年10月). “Baryon structure in the bag theory”. Phys. Rev. D 10 (8):  2599–2604. doi:10.1103/PhysRevD.10.2599.